# パクナム駅
パクナム駅（パクナムえき、タイ語:ปากน้ำ）は、タイ王国のサムットプラーカーン県ムアンサムットプラーカーン郡にあるスクムウィット通り上の高架線にあるバンコク・スカイトレイン（BTS）の駅。駅番号は「E19」。
日本語ではパークナーム駅などの表記ゆれがある。
2018年12月6日にサムロン駅 - ケーハ駅の延伸開業と同時に開業。また、同区間に限り、2019年3月頃まで無料で乗車できるとしていたが、同年5月時点でも無料が継続されている。
パクナムは河口の意味である。タイ最大規模の川であるチャオプラヤー川がこの地点で海と合流している。

## 駅構造
- 相対式ホーム2面2線を有する高架駅。
- 可動式ホーム柵によるホームドア設置駅。

### 駅階層
| 3階                                |                                              |                        |
| 相対式ホーム（可動式ホーム柵有り） |                                              |                        |
| 1番線・上り■スクムウィット線       | ケーハ方面                                   |                        |
| 2番線・下り■スクムウィット線       | サムロン・アソーク・サイアム・モーチット方面 |                        |
| 相対式ホーム（可動式ホーム柵有り） |                                              |                        |
| 2階                                | コンコース                                   | 自動券売機、自動改札口 |
| 1階                                | 出入口                                       | スクムウィット通り     |

## 駅周辺

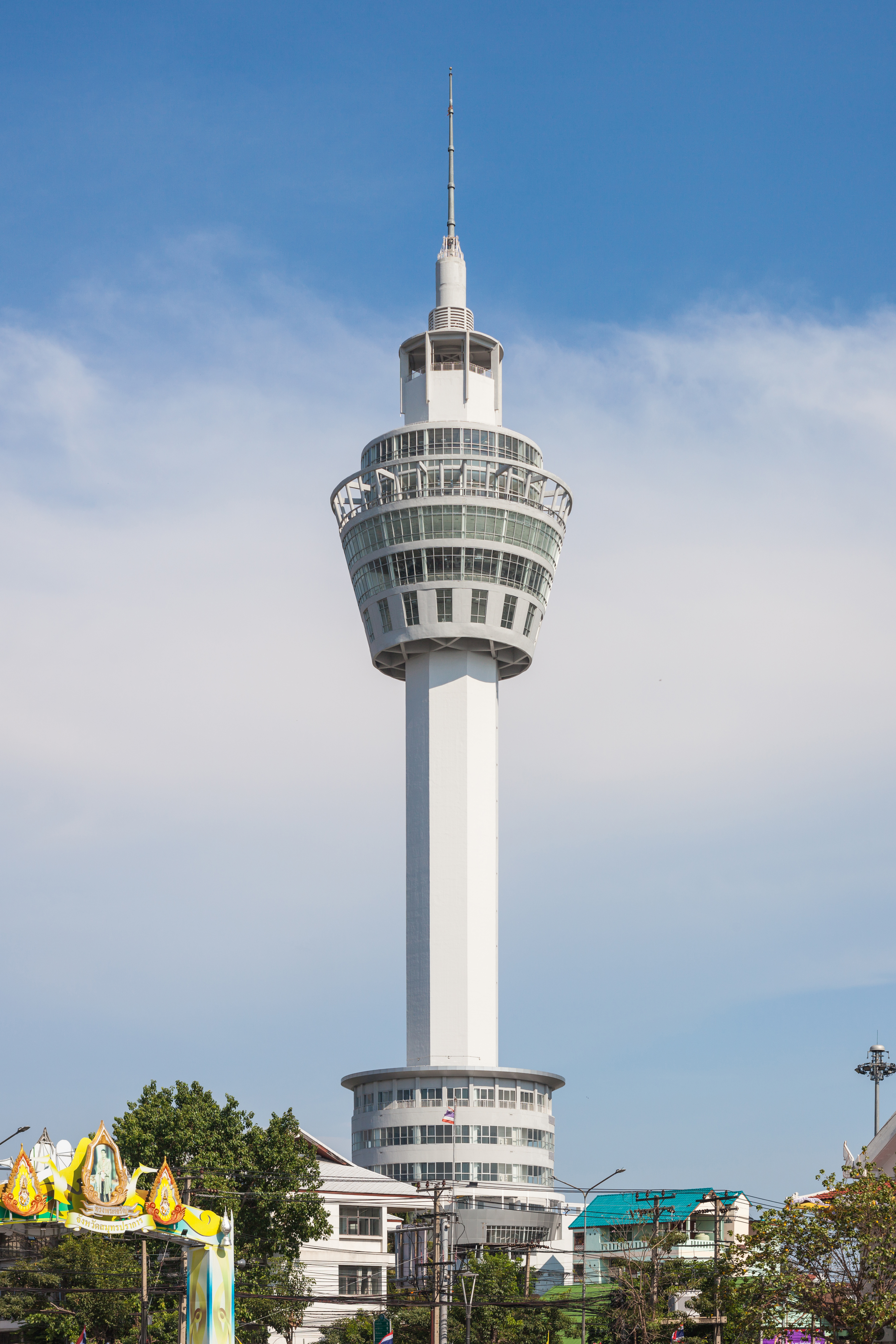
パクナムタワー

- パクナムタワー

## 路線バス
駅直下のスクムウィット通りには、各社路線バスが運行されている。

### 路線バス番号
2 23 25 45 129 142 507 508 511 536